# مارتا نوسبوم
مارتا کرِیْوِن نوسبَوم (به انگلیسی: Martha Craven Nussbaum) (زادهٔ ۶ مه ۱۹۴۷) فیلسوف آمریکایی، مدرس و دارای مقام پروفسوری در دانشگاه شیکاگو است. او در زمینه حقوق زنان، فلسفه یونان باستان، حقوق حیوانات و فلسفه روم باستان، فعال است. او همچنین در زمینه‌های مطالعات کلاسیک، الهیات و علوم سیاسی فعالیت می‌کند و عضو کمیتهٔ مطالعات آسیا و همچنین عضو برنامهٔ حقوق بشر است. او سابق بر این در دانشگاه هاروارد و براون نیز تدریس می‌کرد.

## زندگی و تحصیلات
نوسبوم در ۶ می ۱۹۴۷ در نیویورک به دنیا آمد. او دختر جرج کریون، وکیل فیلادلفیایی و بتی وارن، طراح داخلی خانه بود. او در سال‌های نوجوانی در مدرسهٔ بالدوین ثبت نام کرد. او در محیطی استریل و فرهیخته تربیت شد. پس از دو سال تحصیل در کالج ولسلی چندی به تحصیل تئاتر و مطالعات کلاسیک پرداخت و در سال ۱۹۶۹ مدرک لیسانس هنر گرفت. در این زمان کم‌کم به فلسفه نیز علاقه‌مند شد و در حالی که در سال ۱۹۷۲ در دانشگاه هاروارد مدرک فوق لیسانس هنر گرفت، تحصیلات خود را در زمینهٔ فلسفه ادامه داد و در سال ۱۹۷۵ دکترای فلسفه از دانشگاه هاروارد گرفت.

### زندگیِ خصوصی
او در سال ۱۹۶۹ با آلن نوسبام ازدواج کرد و تا سال ۱۹۸۷ که از یکدیگر جدا شدند، با او زندگی می‌کرد. در این دوره از زندگی او به یهودیت گروید و نیز تولد دخترش ریچل را شاهد بود. گرایش نوسبوم به یهودیت در او ماندگار و عمیق شد.
ریچل دختر او در سال ۲۰۱۹ در اثر عفونت ناشی از عمل پیوند عضو جان خود را از دست داد. نوسبوم بیش از یک دهه با کس سانستاین، سیاست‌مدار آمریکایی، زندگی کرد و قرار بود با یکدیگر ازدواج کنند. پیش از آن، او با آرمارتیا سن، اقتصاددان هندی رابطهٔ احساسی داشت.

## رویکرد قابلیت
نوسبوم یکی از طراحان و مدافعان رویکرد قابلیت است. او معتقد است همه افراد برای اینکه زندگی پربار و انسانی داشته باشند باید از یک مجموعه مشخص از قابلیت‌های پایه ای برخوردار باشند.قابلیت‌هایی که وی آن‌ها را برای تمام انسان‌ها لازم می‌دانند عبارتند از: زندگی، سلامت جسمانی، احساسی، عاطفی، فکری، خرد کاربردی، محبت و کنترل بر محیط پیرامون. نوسوبم معتقد است که این قابلیت‌ها باید در اساس‌نامه‌هایی که ضمانت اجرایی دارند منعکس شوند تا بتوانند شالودهٔ اجتماعی و سیاسی برای یک زندگی کارآمد را شکل دهند. تأکید نوسبوم در این رویکرد بر قابلیت‌های افراد است و نه قابلیت‌های جوامع. از این رو یکی از انتقادهایی که به این رویکرد می‌شود این است که در سطح چارچوب فردگرایانه لیبرال باقی می‌ماند. از دیگر نظریه‌پردازهای رویکرد قابلیت که دیدگاهش نزدیکی بسیاری به دیدگاه نوسبوم دارد آمارتیا سن، برندهٔ جایزهٔ نوبل اقتصاد است.

## نوشته‌ها
- شکنندگی نیکی
- ارسطو
- خشم و بخشش
- سلطنت ترس
- احساسات سیاسی